# Helmut Schaal
Helmut Schaal (Dornhan, 13 januari 1927 – 14 januari 2022) was een Duits dirigent en muziekpedagoog.

## Levensloop
Schaal studeerde van 1946 tot 1952 aan de Staatliche Hochschule für Musik und Darstellende Kunst Stuttgart te Stuttgart. Aansluitend was hij tien jaar lang verbonden als kapelmeester aan het Theater in Ulm. In 1961 trad hij toe tot het Heeresmusikkorps 9 Stuttgart van de Duitse Bundeswehr. Van 1963 tot 1965 was hij tweede dirigent van het Stabsmusikkorps der Bundeswehr. Van 1965 tot 1972 was hij chef-dirigent van het Luftwaffenmusikkorps 1, München Neubiberg. Op 1 april 1974 kwam hij terug en was tot 1979 chef-dirigent van het Stabsmusikkorps der Bundeswehr, te Siegburg. In 1976 maakte hij met dit orkest een concertreis naar de Verenigde Staten ter gelegenheid van de 200-jaar viering van de onafhankelijkheid. Het concertprogramma stond toen onder de titel 500 jaar Duitse militaire muziek. Verder maakte hij met het orkest een reis naar Noorwegen.
In 1984 werd hij tot professor aan de Hochschule für Musik in Keulen beroepen.
Van 1980 tot 1986 was Schaal muziekinspecteur van de Bundeswehr. Hij overleed in 2022, één dag na zijn 95e verjaardag.